# Catlettsburg
Catlettsburg är en ort, tillika huvudort i Boyd County, Kentucky, USA. År 2020 hade orten 1 780 invånare. Staden har enligt United States Census Bureau en area på 4,3 km², varav 1,0 km² är vatten.